# 준동형
추상대수학에서 준동형(準同型, 영어: homomorphism) 또는 준동형 사상(準同型寫像)은 두 구조 사이의, 모든 연산 및 관계를 보존하는 함수이다. 이들은 범주의 사상을 이룬다.

## 정의
같은 부호수 {\displaystyle \sigma =(F,R)}의 두 구조 {\displaystyle (A,F_{A},R_{A})}, {\displaystyle (B,F_{B},R_{B})} 사이의 준동형은 다음 조건을 만족시키는 함수 {\displaystyle \phi \colon A\to B}이다.
- (연산의 보존) 모든 {\displaystyle n}항 연산 {\displaystyle f\in F} 및 {\displaystyle a_{1},a_{2},\dots ,a_{n}\in A}에 대하여,

{\displaystyle \phi (f_{A}(a_{1},a_{2},\dots ,a_{n}))=f_{B}(\phi (a_{1}),\phi (a_{2}),\dots ,\phi (a_{n}))}
- (관계의 보존) 모든 {\displaystyle n}항 관계 {\displaystyle r\in R} 및 {\displaystyle a_{1},a_{2},\dots ,a_{n}\in A}에 대하여,

{\displaystyle r_{A}(a_{1},a_{2},\dots ,a_{n})\implies r_{B}(\phi (a_{1}),\phi (a_{2}),\dots ,\phi (a_{n}))}
같은 부호수 {\displaystyle \sigma =(F,R)}의 두 구조 {\displaystyle (A,F_{A},R_{A})}, {\displaystyle (B,F_{B},R_{B})} 사이의 강준동형(強準同型, 영어: strong homomorphism)은 다음 조건을 추가로 만족시키는 준동형 {\displaystyle \phi \colon A\to B}이다.
- 모든 {\displaystyle n}항 관계 {\displaystyle r\in R} 및 {\displaystyle a_{1},\dots ,a_{n}\in A}에 대하여,

{\displaystyle r_{A}(a_{1},a_{2},\dots ,a_{n})\iff r_{B}(\phi (a_{1}),\phi (a_{2}),\dots ,\phi (a_{n}))}
대수 구조의 경우, 관계가 없으므로 강준동형과 준동형의 개념이 일치한다.

## 예

### 마그마와 군
마그마 {\displaystyle (M,\cdot )}는 하나의 이항 연산을 갖는 대수 구조이다. 마그마 준동형 {\displaystyle \phi \colon M\to N}은 모든 {\displaystyle m,n\in M}에 대하여
{\displaystyle \phi (m\cdot n)=\phi (m)\cdot \phi (n)}
인 함수이다.
군 {\displaystyle (G,\cdot ,^{-1},1)}은 이항 연산 {\displaystyle \cdot }, 일항 연산 {\displaystyle ^{-1}}, 영항 연산 {\displaystyle 1}을 갖는 대수 구조이다. 군 준동형 {\displaystyle \phi \colon G\to H}는 모든 {\displaystyle g,g'\in G}에 대하여
1. {\displaystyle \phi (g\cdot g')=\phi (g)\cdot \phi (g')}
2. {\displaystyle \phi (g^{-1})=\phi (g)^{-1}}
3. {\displaystyle \phi (1)=1}

인 함수이다. 군의 경우, 군의 공리에 따라 2번·3번 조건이 1번 조건에 의하여 함의되므로, 이들을 생략할 수 있다.

### 유사환과 환
유사환 {\displaystyle (R,\cdot ,+,-,0)}은 이항 연산 {\displaystyle \cdot } 및 {\displaystyle -}, 일항 연산 {\displaystyle -}, 영항 연산 {\displaystyle 0}을 갖는 대수 구조이다. 유사환 준동형 {\displaystyle \phi \colon R\to S}는 모든 {\displaystyle r,r'\in R}에 대하여
1. {\displaystyle \phi (r\cdot r')=\phi (r)\cdot \phi (r')}
2. {\displaystyle \phi (r+r')=\phi (r)+\phi (r')}
3. {\displaystyle \phi (-r)=-\phi (r)}
4. {\displaystyle \phi (-0)=-\phi (0)}

인 함수이다. 환의 공리에 따라 3번·4번 조건이 1번 및 2번 조건에 의하여 함의되므로, 이들을 생략할 수 있다.
(단위원을 갖는) 환 {\displaystyle (R,\cdot ,+,-,1,0)}은 이항 연산 {\displaystyle \cdot } 및 {\displaystyle +}, 일항 연산 {\displaystyle -}, 영항 연산 {\displaystyle 0} 및 {\displaystyle 1}을 갖는 대수 구조이다. 환 준동형 {\displaystyle \phi \colon R\to S}는 모든 {\displaystyle r,r'\in R}에 대하여
1. {\displaystyle \phi (r\cdot r')=\phi (r)\cdot \phi (r')}
2. {\displaystyle \phi (r+r')=\phi (r)+\phi (r')}
3. {\displaystyle \phi (-r)=-\phi (r)}
4. {\displaystyle \phi (-0)=-\phi (0)}
5. {\displaystyle \phi (1)=1}

인 함수이다. 환의 공리에 따라 3번·4번 조건이 1번 및 2번 조건에 의하여 함의되므로, 이들을 생략할 수 있다. 두 환 사이의 유사환 준동형은 일반적으로 5번 성질을 만족시키지 못하므로, 환 준동형은 유사환 준동형보다 더 강한 조건이다. 예를 들어, {\displaystyle \mathbb {Z} \to \mathbb {Z} \times \mathbb {Z} }, {\displaystyle n\mapsto (0,n)}은 유사환 준동형이지만 환 준동형이 아니다.
체는 (보편 대수학에서 다루는) 대수 구조가 아니므로, 준동형의 개념이 존재하지 않는다. 체를 환으로 간주한다면, 체 사이의 환 준동형은 체의 확대이다. 체 사이의 유사환 준동형은 그 밖에 상수 함수 0만을 추가로 포함한다.

### 벡터 공간
체 {\displaystyle K}에 대한 벡터 공간 {\displaystyle (V,+,-,s\cdot _{s\in K},0)}은 이항 연산 {\displaystyle +}, 일항 연산 {\displaystyle -} 및 모든 {\displaystyle s\in K}에 대하여 {\displaystyle s\cdot }, 영항 연산 {\displaystyle 0}을 갖는 대수 구조이다. 벡터 공간의 준동형은 선형 변환이라고 하며, 선형 변환 {\displaystyle \phi \colon V\to W}는 모든 {\displaystyle v,v'\in R}에 대하여
1. {\displaystyle \phi (v+v')=\phi (v)+\phi (v')}
2. {\displaystyle \phi (-v)=-\phi (v')}
3. 모든 {\displaystyle s\in K}에 대하여, {\displaystyle \phi (-s\cdot r)=-s\cdot \phi (r)}
4. {\displaystyle \phi (0)=\phi (0)}

인 함수이다. 벡터 공간의 공리에 따라 2번 및 4번 조건은 1번 및 3번 조건에 의하여 함의되므로, 이들을 생략할 수 있다.

### 격자
격자 {\displaystyle (L,\vee ,\wedge )}는 이항연산 {\displaystyle \vee } 및 {\displaystyle \wedge }를 갖는 대수 구조이다. 격자의 준동형 {\displaystyle \phi \colon L\to M}은 모든 {\displaystyle a,b\in L}에 대하여
1. {\displaystyle \phi (a\vee b)=\phi (a)\vee \phi (b)}
2. {\displaystyle \phi (a\wedge b)=\phi (a)\wedge \phi (b)}

인 함수이다. 격자는 표준적인 부분 순서 집합 구조를 갖는데, 이 경우 위 두 조건으로부터 격자 준동형이 항상 단조함수임을 보일 수 있다. 그러나 그 역은 일반적으로 성립하지 않는다.
유계 격자 {\displaystyle (L,\vee ,\wedge ,\bot ,\top )}는 이항 연산 {\displaystyle \vee } 및 {\displaystyle \wedge }, 영항 연산 {\displaystyle \bot } 및 {\displaystyle \top }을 갖는 대수 구조이다. 유계 격자의 준동형 {\displaystyle \phi \colon L\to M}은 모든 {\displaystyle a,b\in L}에 대하여
1. {\displaystyle \phi (a\vee b)=\phi (a)\vee \phi (b)}
2. {\displaystyle \phi (a\wedge b)=\phi (a)\wedge \phi (b)}
3. {\displaystyle \phi (\bot )=\bot }
4. {\displaystyle \phi (\bot )=\top }

인 함수이다. 이는 격자의 준동형보다 더 강한 조건이다. 즉, 두 유계 격자 사이의 유계 격자 준동형은 격자 준동형이지만, 그 역은 일반적으로 성립하지 않는다.

### 그래프
그래프의 언어 {\displaystyle \langle \sim \rangle }는 아무런 연산을 갖지 않고, 하나의 이항 관계 {\displaystyle v_{1}\sim v_{2}}를 갖는 언어이다. 이 경우 {\displaystyle v_{1}\sim v_{2}}는 "{\displaystyle v_{1}=v_{2}}이거나, 아니면 {\displaystyle v_{1}}과 {\displaystyle v_{2}} 사이에 변이 존재한다"로 해석한다.
이 언어의 구조는 그래프이며, 구조로서의 준동형은 그래프의 준동형이다.

### 전순서
전순서 집합의 언어 {\displaystyle \langle \leq }는 아무런 연산을 갖지 않고, 하나의 이항 관계 {\displaystyle \leq }를 갖는 언어이며, 이 언어의 구조는 전순서 집합이다. 이 경우, 준동형은 순서 보존 함수(증가 함수)이다.

## 참고 문헌
- Burris, Stanley N.; Hanamantagouda P. Sankappanavar. 《A course in universal algebra》. Graduate Texts in Mathematics (영어) 78. Springer. ISBN 978-1-4613-8132-7. ISSN 0072-5285. MR 0648287. Zbl 0478.08001.

## 같이 보기
- 사상
- 동형 사상
- 준동형 정리
- 동형 정리
- 합동 관계